# La Réole
La Réole är en kommun i departementet Gironde i regionen Nouvelle-Aquitaine i sydvästra Frankrike. Kommunen ligger i kantonen La Réole som tillhör arrondissementet Langon. År 2022 hade La Réole 4 441 invånare.

## Befolkningsutveckling
Antalet invånare i kommunen La Réole
Referens:INSEE

## Vänorter
- Oliveira do Douro, Portugal (1992)
- Sacile, Italien (2000)